# باتريسيا هرنانديز
باتريسيا هرنانديز (بالإسبانية: Patricia Hernández)‏ (8 سبتمبر 1970 في إسبانيا - ) هي لاعبة كرة سلة إسبانية في مركز الهجوم خلفي، شاركت في الألعاب الأولمبية الصيفية 1992.

## وصلات خارجية
- باتريسيا هرنانديز على موقع الاتحاد الدولي لكرة السلة (الإنجليزية)
- باتريسيا هرنانديز على موقع سبورتس رفرنس (الإنجليزية)
- باتريسيا هرنانديز على موقع أوليمبيديا (الإنجليزية)